# Николь, Джесика
Дже́сика Нико́ль Прю́итт (англ. Jasika Nicole Pruitt; Бирмингем, Алабама, США) — американская актриса и иллюстратор. Наиболее известна по роли Астрид Фарнсуорт в телесериале «Грань».

## Ранняя жизнь
Николь изучала танцы, пение и театральное искусство в колледже «Catawba» в Солсбери, штат Северная Каролина.

## Личная жизнь
Николь — открытая лесбиянка. 5 октября 2013 года она вступила в брак со своей партнёршей Клэр Сэвидж.

## Фильмография

### Кино
| Год  | Название               | Роль            |
| ---- | ---------------------- | --------------- |
| 2006 | Держи ритм             | Игипт           |
| 2007 | Get Faamous            | Алиша           |
| 2010 | Слишком крута для тебя | Венди           |
| 2016 | A New York Christmas   | Жасмин Тейлор   |
| 2017 | Suicide Kale           | Билли Стейнберг |

### Телевидение
| Год           | Название                              | Роль               | Примечания                        |
| ------------- | ------------------------------------- | ------------------ | --------------------------------- |
| 2005          | Закон и порядок: Преступное намерение | Жизель             | Эпизод: «Scared Crazy»            |
| 2007          | Мастерсоны Манхэттена                 | Пенни              | ТВ-фильм                          |
| 2008          | Возвращение Иезавель Джеймс           | Дора               | 2 эпизода                         |
| 2008—2013     | Грань                                 | Астрид Фарнсуорт   | Главная роль; 100 эпизодов        |
| 2013—2016     | Скандал                               | Ким Муньос         | 7 эпизодов                        |
| 2015          | Ки и Пил                              | девушка            | Эпизод: «Hollywood Sequel Doctor» |
| 2015          | Особо тяжкие преступления             | Долли Боуэн        | Эпизод: «Thick as Thieves»        |
| 2017          | Адская кухня                          | она сама           | Эпизод: «Fusion/Confusion»        |
| 2017          | Время приключений                     | Фрида (озвучка)    | Эпизод: «Islands»                 |
| 2017          | Подземка                              | Джорджия           | 7 эпизодов                        |
| 2017—наст.вр. | Хороший доктор                        | доктор Карли Левер |                                   |